# 한번 죽어 봤다
《유랑의 달》(일본어: 流浪の月)은 2022년 개봉한 일본의 드라마, 미스터리 영화이다. 이상일이 감독과 각본을 맡았으며, 나기라 유우의 동명 소설이 영화의 원작이다.

## 출연

### 주연
- 히로세 스즈 :노바타 나나세 역
- 요시자와 료 : 마츠오카 타쿠 역
- 츠츠미 신이치 : 노바타 케이 역

### 조연
- 릴리 프랭키 : 히노 역
- 오자와 유키요시 : 와타나베 역
- 시마다 큐사쿠 : 타나베 역
- 기무라 타에 : 노바타 유리코 역
- 마츠다 쇼타 : 후지이 역
- 카토 료 : 오타쿠 역
- 덴덴 : 라면가게 점주 역
- 에모토 토키오 : 제약회사 사원 역
- 마에노 토모야 : 제약회사 사원 역
- 시미즈 신 : 제약회사 사원 역
- 니시노 나나세 : 제약회사 사원 역
- 시손 쥰 : 제약회사 사원 역
- 시로타 유우 : 경비원 역
- 하라 히데코 : 청소부 아줌마 역
- 사토 타케루 : 클럽 웨이터 역
- 이케다 에라이자 : 아카네 역
- 후루타 아라타 : 케이의 전 동료 역
- 오오토모 코헤이 : 음악감독 제임스 역
- 타케나카 나오토 : 승려 역
- 츠마부키 사토시 : 크라운 호텔 지배인 역